# 브라질의 대외 관계

이 본문은 브라질의 대외 관계에 대한 설명이다.
| 국기     | 수교 | 관계 |
| -------- | ---- | --- |
| 대한민국 | 1959 | 브라질은 1959년 일찍이 대한민국과 수교한 나라로, 1963년 무역, 이민협정을 체결하였으며, 현재 브라질 한국 교민들과 한국의 여러기업 및 공공기관들이 진출해 있다. 북한과는 2001년에 수교해 각국에 상주 대사관이 설치되었다. 현재 브라질 선수들 중에는 K리그에 진출한 선수가 있으며 한국의 축구 선수들도 브라질에 진출하기도 하였다. 한국 교민에 대한 평가는 매우 높다. 브라질과 한국을 잇는 직항 노선은 없으며, 대체로 로스앤젤레스 (LA)를 경유하고, 인천국제공항에서 출발하는 로스앤젤레스 국제공항을 경유해서 상파울루 구아룰류스 국제공항가지 가는 항공편은 대한항공에서만 운항한다. |
| 파라과이 | 미상 | 파라과이와의 관계는 삼국동맹전쟁으로 관계가 다소 소원해졌으나, 오늘날에는 통상적인 무역관계를 이어가고는 있다. |
| 쿠바     | 1986 | 쿠바와의 외교 관계는 대체적으로 좋지 않지만, 1964년 쿠바에서 일어난 쿠데타를 계기로 군사 정권상 단절되었다가 그로부터 22년이 지난 1986년에 재개되었지만 현재도 예나 지금이나 악감정이 있다. |
| 스페인   | 1494 | 스페인의 경우 이베로아메리카 국가 기구의 같은 회원국으로, 포르투갈과 같은 문화적인 영향을 지대하게 미친 것으로 나와 있어, 1494년 스페인과 포르투갈 양국 정부가 남미 식민지 지정 문제를 해결하기 위해 자오선 370리그를 기준으로 설정시키는 협약인 토르데시야스 조약이 체결되었던 과정상 스페인과 브라질은 관계가 쿠바 못지 않은 악감정이 있던 것으로 보인다. |
| 앙골라   | 1975 | 앙골라는 1975년 브라질과 정식으로 외교 관계를 맺었다. 앙골라의 독립을 최초로 승인받은 중남미 국가이기도 하며, 포르투갈의 식민 사회로 지배를 받은 공통점을 가지고 있는 나라이기도 하다. 심지어는 TAAG 앙골라 항공도 양국간 항공 노선도 운항중에 있다. |

## 그 밖의 대외 관계
포르투갈은 브라질을 식민지배하였던 나라로, 같이 동군 연합을 이룬적이 있었다. 아르헨티나와의 관계는 우루과이 독립 전쟁으로 상호간에 관계가 소원해지기도 하였으나 브라질은 아르헨티나와의 관계를 개선하려고 노력하였다. 우루과이와의 관계는 당시 브라질이 식민 점령을 한 역사가 있어 관계가 좋지 않은 상태이기에 오늘날에는 다소 회복되어 가는 관계이다. 다만, 일본과의 관계는 유대 관계는 어느 정도에 걸쳐 존재하지만 일본 내에서의 브라질인이나 자국계 브라질인에 대해 차별을 받는 등 각종 반감들도 역시 스페인, 쿠바 등과 비슷한 수준을 가지고 있다. 상세 사항은 브라질-일본 관계 문서를 참고하라. 중국의 경우 미중 무역 갈등을 의식하여 브라질의 대중 무역 의존도가 갈수록 폭발적으로 높아지면서 2019년 아마존 우림 산불의 여파까지 이어지는 결과를 초래하기도 하는 등 여러모로 문제점이 생긴 것으로 보이게 된다.

## 같이 보기
- 브라질령 남극
- 브라질의 재외공관 목록
- 남미 국가 연합